# Eddie Shaw
Eddie Shaw (Stringtown, 1937. március 20. – Chicago, 2018. január 29.), amerikai tenor szaxofonos, hangszerelő, zenekarvezető.

## Pályafutása
Shaw a Mississippi államban, Stringtownban született. Tizenéves korában már tenorszaxofonon játszott helyi blueszenészekkel, például Little Miltonnal és Willie Love-val. 14 évesen egy jam sessionon játszott a Mississippi állambeli Greenville-ben Ike Turner együttesével. Itta Bena egyik koncertjén Muddy Waters meghívta, hogy csatlakozzon zenekarához.
Howlin’ Wolf 1976-ban történt halála után Shaw átvette Wolf együttesének vezetését.
Az 1970-es évek végén szólókarrierbe kezdett. Részt vett a The London Howlin 'Wolf Sessions rendezvényen is, ahol dzsemmelt többek között Eric Clapton, Bill Wyman és Ringo Starr mellett számos más ismert blues zenésszel is.

## Lemezek
- 1982: Movin' and Groovin' Man
- 1986: King of the Road
- 1992: In the Land of the Crossroads
- 1995: Home Alone
- 1996: The Blues Is Nothing but Good News!
- 1997: Can't Stop Now
- 1999: Too Many Highways, recorded 1996
- 2005: Give Me Time
- 2012: Still Riding High, as Eddie Shaw and the 757 Allstars

### Howlin' Wolffal
- The Real Folk Blues (1965)
- Live and Cookin' (1972)
- The Back Door Wolf (1973)

### Magic Sammel
- Magic Sam Live (1963/64; 1981)
- The Magic Sam Legacy (1967/68; 1989)
- Rockin' Wild in Chicago (1963/64; 2002)

## Díjak
- 2011: Mississippi Blues Trail(wd)
- 2013 és 2014: Blues Music Award(wd)
- 2014: Blues Hall of Fame